# Фанелли, Эрнест
Эрне́ст Фанелли́ (29 июня 1860, Париж — 24 ноября 1917, Париж) — французский композитор итальянского происхождения. Ученик Лео Делиба. По мнению Джорджа Антейла, Фанелли — один из величайших изобретателей и музыкальных бунтарей всех времен и народов, а Морис Равель называл его одним из лучших французских импрессионистов: «...достоин изумления этот артист, занимавшийся в полном одиночестве в 1883 году, в то время, когда никто во Франции и не думал об импрессионизме, теми поисками, которые принято называть импрессионистскими».

## Биография
Родился в 1860 году, в семье итальянских эмигрантов из Болонье. Несколько лет обучался музыке в Парижской консерватории на одном курсе с Клодом Дебюсси. В 1876 году был отчислен из-за разногласий с преподавателями и материальных трудностей. За 1883—1887 годы созданы симфонические картины по «Роману мумии» Теофиля Готье. В 1912 году Фанелли искал работу музыкального переписчика у Габриэля Пьерне и передал ему в качестве образца почерка свою старую рукопись. Пьерне настолько заинтересовался музыкой Эрнеста Фанелли, что впоследствии исполнил несколько его произведений после чего к композитору пришла известность, а критика называла его даже «Непризнанный гений». «Французский Вагнер». По мнению М. Равеля: «...я не вижу французских музыкантов его поколения, которых в 1883 году можно было бы поставить рядом с ним как по оркестровой смелости, так и по силе вдохновения».